# دورة سوثية

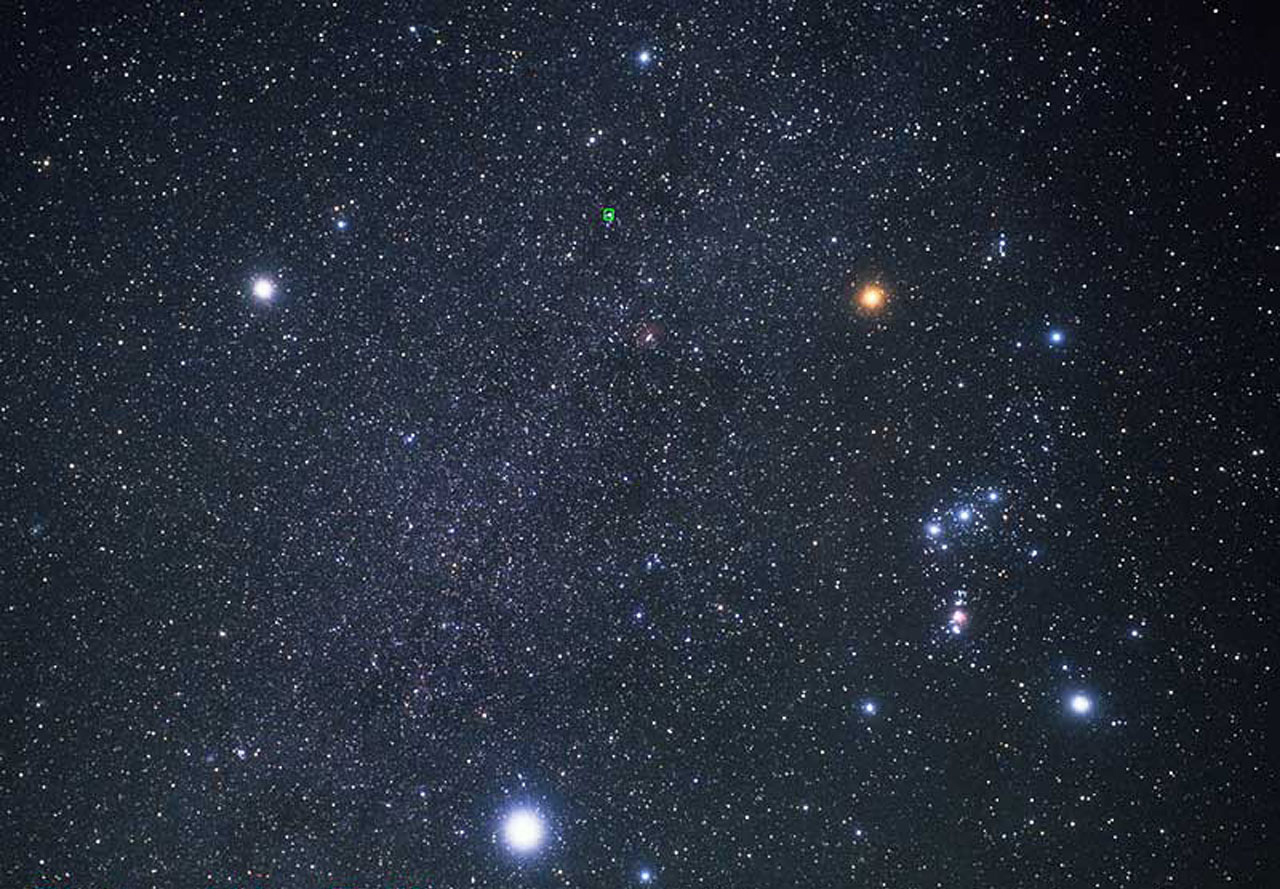
الشعرى اليمانية (أسفل) والجبار (يمين). يتكون مثلث الشتاء من النجوم الثلاثة الأكثر سطوعًا في سماء الشتاء الشمالية: الشعرى اليمانية، الجوزاء (أعلى اليمين) والشعرى الشامية (أعلى اليسار).

الدورة السوثية أو فترة الكانيولار هي فترة 1461 سنة مدنية مصرية كل منها 365 يومًا أو 1460 سنة يوليانية بمتوسط 365 يومًا لكل منها. خلال الدورة السوثية، تفقد السنة ذات الـ 365 يومًا وقتًا كافيًا بحيث تتزامن بداية العام مرة أخرى مع الارتفاع الشمسي للنجم سيريوس (باللغة المصرية: سدبت أو سودبت، 'مثلث'؛ باللغة اليونانية: ثوسيس) في 19 - 7 في التقويم اليولياني، إنه جانب مهم من علم المصريات، لا سيما فيما يتعلق بإعادة بناء التقويم المصري وتاريخه. قد تكون السجلات الفلكية لهذا الإزاحة مسؤولة عن الإنشاء اللاحق للتقويمين اليولياني والسكندري الأكثر دقة.

## علم الميكانيكا

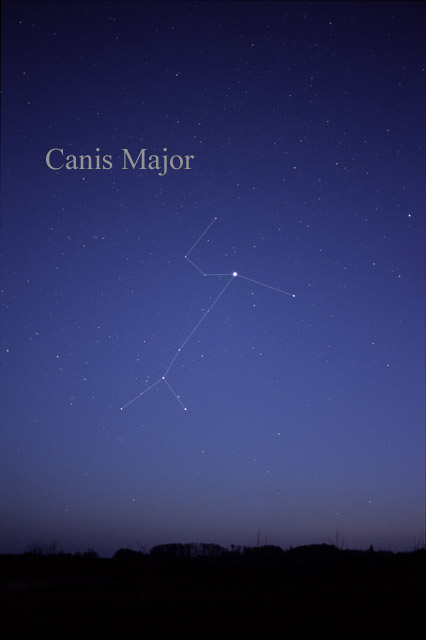
الشعرى اليمانية هو ألمع نجم في كوكبة الكلب الأكبر كما لوحظ من الأرض (خطوط مضافة للوضوح).

تعكس السنة المدنية المصرية القديمة، وأعيادها، وسجلاتها الدينية، ظهورها الواضح في وقت كان يُنظر فيه إلى عودة النجم الساطع سيريوس إلى سماء الليل، كإعلان عن الفيضان السنوي لنهر النيل. ومع ذلك، نظرًا لأن التقويم المدني كان طوله 365 يومًا بالضبط ولم يتضمن سنوات كبيسة حتى 22 قبل الميلاد، فقد «تراجعت» أشهره للخلف خلال السنة الشمسية بمعدل يوم واحد تقريبًا كل أربع سنوات. هذا يتوافق تمامًا تقريبًا مع إزاحته مقابل السنة السوثية أيضًا. (السنة السوثية أطول بحوالي دقيقة واحدة من السنة اليوليانية.) السنة الفلكية 365.25636 يومًا صالحة فقط للنجوم على مسار الشمس (المسار الظاهر للشمس عبر السماء)، بينما إزاحة سيريوس ~ 40 درجة تحت مسير الشمس، فإن حركته الصحيحة، وتذبذب خط الاستواء السماوي يتسبب في أن تكون الفترة بين ارتفاعاته الشمسية تقريبًا 365.25 يومًا تقريبًا بدلاً من ذلك. كانت هذه الخسارة المستمرة ليوم واحد كل أربع سنوات على مدار التقويم المكون من 365 يومًا يعني أن اليوم «المتجول» سيعود إلى مكانه الأصلي بالنسبة للسنة الشمسية والسوطية بعد 1461 سنة مدنية مصرية أو 1460 سنة يوليانية.

## الاكتشاف
لاحظ إدوارد ماير هذه الدورة لأول مرة في عام 1904، ثم قام بتمشيط النقوش المصرية المعروفة والمواد المكتوبة بعناية للعثور على أي ذكر لتواريخ التقويم عندما ارتفع سيريوس عند الفجر. وجد ستة منها، تستند إليها تواريخ الكثير من التسلسل الزمني المصري التقليدي. سجل سينسورينوس صعودًا شمسيًا لسيريوس على أنه حدث في يوم رأس السنة المصرية بين 139 م و 142 م.
يشير السجل نفسه في الواقع إلى 21 - 7 - 140 م، لكن الحسابات الفلكية تشير بالتأكيد إلى الارتفاع الحلزوني في 20 - 7 - 139 م، يوليان. يربط هذا التقويم المصري بالتقويم اليولياني. يحدث يوم قفزة يوليان في عام 140 م، وبالتالي فإن العام الجديد في 1 تحوت هو 20 يوليو عام 139 م ولكنه 19 - 7 لعام 140-142 م. وهكذا كان ماير قادرًا على مقارنة تاريخ التقويم المدني المصري الذي لوحظ فيه ارتفاع شعر سيريوس حلزونيًا مع تاريخ التقويم اليولياني الذي كان يجب أن يرتفع فيه سيريوس، وحساب عدد الأيام المقسمة اللازمة، وتحديد عدد السنوات التي كانت بين بداية دورة والملاحظة.
لحساب تاريخ فلكي، يحتاج المرء أيضًا إلى معرفة مكان المراقبة، نظرًا لأن خط عرض الملاحظة يغير اليوم الذي يمكن فيه رؤية الارتفاع الشمسي لنجم الشعرى اليمانية، ويمكن أن يؤدي تضليل الملاحظة إلى التخلص من التسلسل الزمني الناتج لعدة عقود. من المعروف أن الملاحظات الرسمية تم إجراؤها في أون (أو منف، بالقرب من القاهرة)، وطيبة، وإلفنتين (بالقرب من أسوان)، مع ظهور سيريوس الذي لوحظ في القاهرة بعد حوالي 8 أيام من رؤيته في أسوان.
استنادًا إلى لوح عاجي يرجع تاريخه إلى عهد الملك المصري جر، خلص ماير إلى أن التقويم المدني المصري تم إنشاؤه عام 4241 قبل الميلاد - وهو تاريخ يظهر في عدد من الكتب القديمة - ولكن الأبحاث والاكتشافات منذ ذلك الحين أظهرت أن تبدأ الأسرة المصرية الأولى في أو بعد حوالي 3100 قبل الميلاد. ومن ثم فإن الادعاء بأن 19 - 7 - 4241 قبل الميلاد هو «أقرب تاريخ محدد» قد فقد مصداقيته. يقوم معظم العلماء إما بتحريك الملاحظة التي أسس عليها هذا إلى الأمام من خلال دورة واحدة من سيريوس، إلى 19 - 7 - 2781 قبل الميلاد، أو يرفضون الافتراض بأن الوثيقة المعنية تشير إلى صعود سيريوس على الإطلاق.

## التفسير الزمني
ثلاث ملاحظات محددة عن الارتفاع الشمسي لنجم الشعرى اليمانية مهمة للغاية للتسلسل الزمني المصري. الأول هو اللوح العاجي المذكور آنفًا من عهد دجر والذي يُفترض أنه يشير إلى بداية دورة سوثية، صعود سيريوس في نفس اليوم مثل العام الجديد. إذا كان هذا يشير إلى بداية الدورة السوثية، فيجب أن يعود تاريخها إلى حوالي 17 - 7 - 2773 قبل الميلاد. ومع ذلك، فإن هذا التاريخ متأخر جدًا بالنسبة لعهد جر، لذلك يعتقد العديد من العلماء أنه يشير إلى وجود علاقة بين صعود سيريوس والتقويم القمري المصري، بدلاً من التقويم المدني المصري الشمسي، مما يجعل اللوح خاليًا من أي قيمة كرونولوجية.(ص. 52)
زعم جأوتشي وآخرون. (2017) أن اكتشافًا جديدًا لسوثيس يرجع تاريخه إلى المملكة المصرية القديمة وأن دراسة فلكية لاحقة تؤكد نموذج الدورة السوثية.
الملاحظة الثانية هي إشارة واضحة إلى ارتفاع شمسي، ويعتقد أنه يعود إلى السنة السابعة من سنوسرت الثالث. تم إجراء هذه الملاحظة بشكل شبه مؤكد في إج تاوي، عاصمة الأسرة الثانية عشرة، والتي ستؤرخ الأسرة الثانية عشرة من عام 1963 إلى 1786 قبل الميلاد. تقول بردية رمسيس أو تورين كانون إن 213 عامًا (1991-1778 قبل الميلاد)، قام ريتشارد أنتوني باركر بتقليلها إلى 206 سنوات (1991-1785 قبل الميلاد)، استنادًا إلى 17 - 7 - 1872 قبل الميلاد باعتباره التاريخ السوثي (120 عامًا من الأسرة الثانية عشرة، انحراف 30 أيام كبيسة). قبل التحقيق في باركر في التواريخ القمرية، تم تصنيف الأسرة الثانية عشرة على أنها 213 سنة من 2007 - 1794 قبل الميلاد، وتفسير تاريخ 21 - 7 - 1888 قبل الميلاد على أنه السنة 120، ثم في 2003 - 1790 قبل الميلاد تفسير التاريخ 20 يوليو 1884 قبل الميلاد باعتباره اليوم 120 عام.
الملاحظة الثالثة كانت في عهد أمنحتب الأول، وعلى افتراض أنها حدثت في طيبة، فإن فترة حكمه بين 1525 و 1504 قبل الميلاد. إذا تم صنعه في منف أو أون أو بعض مواقع دلتا النيل الأخرى بدلاً من ذلك، كما يجادل أقلية من العلماء، فإن التسلسل الزمني الكامل للأسرة الثامنة عشر يحتاج إلى تمديد حوالي 20 عامًا.

## عمليات المراقبة والمبادرة
الدورة السوثية هي مثال محدد لدورتين متفاوتتين الطول تتفاعلان معًا، وتسمى هنا الدورة الثالثة. يتم تحديد ذلك رياضيًا بواسطة الصيغة {\displaystyle {\frac {1}{a}}+{\frac {1}{b}}={\frac {1}{t}}} أو نصف الوسط التوافقي. في حالة الدورة السوثية، فإن الدورتين هما العام المدني المصري والسنة السوثية.
السنة السوثية هي الفترة الزمنية التي يعود فيها نجم سيريوس بصريًا إلى نفس الموضع فيما يتعلق بالشمس. تختلف سنوات النجوم المقاسة بهذه الطريقة بسبب الحركة المحورية، حركة محور الأرض بالنسبة للشمس.
يمكن تحديد طول الوقت الذي يستغرقه النجم في إنشاء مسار سنوي عندما يرتفع إلى ارتفاع محدد فوق الأفق المحلي في وقت شروق الشمس. لا يجب أن يكون هذا الارتفاع هو ارتفاع أول رؤية ممكنة، ولا الموضع الدقيق الذي تمت ملاحظته. طوال العام، سيرتفع النجم إلى أي ارتفاع تم اختياره بالقرب من الأفق قبل أربع دقائق تقريبًا من كل شروق متتالي للشمس. في النهاية، سيعود النجم إلى نفس الموقع النسبي عند شروق الشمس، بغض النظر عن الارتفاع المختار. يمكن تسمية هذا الطول الزمني بسنة المراقبة. النجوم التي تقع بالقرب من مسير الشمس أو خط الطول مسير الشمس ستعرض - في المتوسط - سنوات رصد قريبة من السنة الفلكية 365.2564 يومًا. قطع مسير الشمس وخط الزوال السماء إلى أربعة أرباع. محور الأرض يتأرجح حوله ببطء يتحرك المراقب ويغير ملاحظة الحدث. إذا كان المحور يتأرجح المراقب أقرب إلى الحدث، فسيتم تقصير عام المراقبة. وبالمثل، يمكن إطالة سنة المراقبة عندما يتأرجح المحور بعيدًا عن المراقب. هذا يعتمد على أي ربع من السماء يتم ملاحظة الظاهرة.
يعتبر العام السوثي رائعًا لأن متوسط مدته كان تقريبًا 365.25 يومًا بالضبط، في أوائل الألفية الرابعة قبل الميلاد قبل توحيد مصر. ومن الجدير بالملاحظة أيضًا معدل التغير البطيء من هذه القيمة. إذا كان من الممكن الحفاظ على الملاحظات والسجلات خلال فترات ما قبل الأسرات، فإن ارتفاع السوثية سيعود على النحو الأمثل إلى نفس اليوم التقويمي بعد 1461 سنة تقويمية. ستنخفض هذه القيمة إلى حوالي 1456 سنة تقويمية من قبل المملكة المصرية الوسطى. يمكن أيضًا الحفاظ على القيمة 1461 إذا تم الحفاظ على تاريخ صعود السوثيك بشكل مصطنع عن طريق نقل العيد للاحتفال بهذا الحدث يومًا واحدًا كل أربعة أعوام بدلاً من تعديله بشكل نادر وفقًا للملاحظة.
لقد لوحظ، وتؤكد الدورة السوثية، أن الشعرى اليمانية لا يتحرك إلى الوراء عبر السماء، مثل النجوم الأخرى، وهي ظاهرة معروفة على نطاق واسع باسم مقدمة الاعتدال:
يبقى الشعرى اليمانية على نفس المسافة تقريبًا من الاعتدالات - وكذلك من الانقلابات - طوال هذه القرون العديدة، على الرغم من الاستباقية. - جد بوكوالد (2003)
للسبب نفسه، لا ينزلق الارتفاع الشمسي أو ذروة سيريوس خلال التقويم بمعدل سبق يبلغ حوالي يوم واحد لكل 71.6 سنة كما تفعل النجوم الأخرى، ولكن بشكل أبطأ بكثير. قد يكون هذا الاستقرار الملحوظ خلال السنة الشمسية أحد الأسباب التي استخدمها المصريون كأساس لتقويمهم. حدثت مصادفة ارتفاع نجم الشعرى اليمانية والعام الجديد التي أبلغ عنها ينسورينوسف ي حوالي 20 يوليو، أي بعد شهر من الانقلاب الصيفي.
لقد تبين أن تحديد تاريخ صعود نجم الشعرى اليمانية الشمسي أمر صعب، خاصة بالنظر إلى الحاجة إلى معرفة خط العرض الدقيق للرصد. مشكلة أخرى هي أنه نظرًا لأن التقويم المصري يفقد يومًا واحدًا كل أربع سنوات، فسيحدث ارتفاع شمسي في نفس اليوم لمدة أربع سنوات متتالية، وأي ملاحظة لهذا الارتفاع يمكن أن تعود إلى أي من تلك السنوات الأربع، مما يجعل الملاحظة غير دقيق.

## مشاكل وانتقادات
وجهت عدد من الانتقادات ضد موثوقية التأريخ بواسطة الدورة السوثية. بعضها جاد بما يكفي لاعتباره مشكلة. أولاً، لا تحتوي أي من الملاحظات الفلكية على تواريخ تذكر الملك المصري المحدد الذي تمت ملاحظتها في عهده، مما يجبر علماء المصريات على تقديم هذه المعلومات على أساس قدر معين من التكهنات المستنيرة. ثانيًا، لا توجد معلومات تتعلق بطبيعة التقويم المدني على مدار التاريخ المصري، مما يجبر علماء المصريات على افتراض أنه كان موجودًا دون تغيير منذ آلاف السنين؛ كان المصريون بحاجة فقط إلى إجراء إصلاح تقويمي واحد خلال بضعة آلاف من السنين حتى تكون هذه الحسابات بلا قيمة. الانتقادات الأخرى لا تعتبر إشكالية، على سبيل المثال لا يوجد أي ذكر للدورة السوثية في الكتابة المصرية القديمة، والتي قد تكون ببساطة نتيجة لكونها واضحة جدًا للمصريين بحيث لا تستحق الذكر، أو بسبب تدمير النصوص ذات الصلة بمرور الوقت أو التي لا تزال تنتظر الاكتشاف.
مارك فان دي ميروب، في مناقشته للتسلسل الزمني والتأريخ، لا يشمل الدورة السوثية على الإطلاق، ويؤكد أن معظم المؤرخين في الوقت الحاضر يعتبرون أنه من غير الممكن تقديم تواريخ دقيقة قبل القرن الثامن. قبل الميلاد.
ادعى البعض مؤخرًا أن ثوران مينون يمثل بداية الأسرة الثامنة عشرة، بسبب اكتشاف رماد وخفاف مينون في أنقاض أفاريس، في طبقات تمثل نهاية عصر الهكسوس. حدث الثوران في عام 1626 قبل الميلاد، وقد تم أخذ هذا للإشارة إلى أن التأريخ في الدورة السوثية قد توقف بمقدار 50-80 عامًا في بداية الأسرة الثامنة عشر. ادعاءات بأن ثوران مينون موصوف على لوحة العاصفة أحمس الأول قد اعترض عليه كتاب مثل بيتر جيمس.